# Mile 91
Mile 91 – miasto w Sierra Leone, w prowincji Północna, w dystrykcie Tonkolili.

## Miasto
Mile 91 to główne miasto handlowe w dystrykcie Tonkolili w północnej prowincji Sierra Leone. Jak sama nazwa wskazuje, Mile 91 znajduje się dokładnie 91 mil od Freetown i znajduje się przy głównej autostradzie łączącej Freetown z Makeni i Bo. Ludność miasta jest zróżnicowana etnicznie, chociaż ludność Temne stanowi większość populacji.